# Gran Premio del Messico 1992
Il Gran Premio del Messico 1992 si è svolto domenica 22 marzo 1992 sul circuito Hermanos Rodriguez nella periferia di Città del Messico. La gara è stata vinta da Nigel Mansell su Williams seguito dal compagno di squadra Riccardo Patrese e da Michael Schumacher su Benetton, primo podio in carriera per il futuro pluricampione tedesco.

## Qualifiche
La Williams domina le qualifiche, con Mansell in pole position e Patrese secondo, staccato di appena sedici millesimi dal compagno di squadra. Seguono, con distacchi più pesanti, le due Benetton di Schumacher e Brundle e le due McLaren di Berger e Senna, resosi protagonista di un violento incidente. Per la prima volta nella sua trentennale storia, la Brabham non riesce a qualificare entrambe le sue vetture; ciò avverrà anche nei 6 Gran Premi successivi.
Come già in Sudafrica, nella prima gara, non prende il via l'Andrea Moda, questa volta per il mancato arrivo del materiale necessario a completare le vetture.

### Classifica
| Pos                     | Nº | Pilota               | Costruttore                   | Tempo    | Distacco |
| ----------------------- | -- | -------------------- | ----------------------------- | -------- | -------- |
| 1                       | 5  | Nigel Mansell        | Williams-Renault              | 1'16"346 |          |
| 2                       | 6  | Riccardo Patrese     | Williams-Renault              | 1'16"362 | +0"016   |
| 3                       | 19 | Michael Schumacher   | Benetton-Ford                 | 1'17"292 | +0"946   |
| 4                       | 20 | Martin Brundle       | Benetton-Ford                 | 1'18"588 | +2"242   |
| 5                       | 2  | Gerhard Berger       | McLaren-Honda                 | 1'18"589 | +2"243   |
| 6                       | 1  | Ayrton Senna         | McLaren-Honda                 | 1'18"791 | +2"445   |
| 7                       | 21 | Jyrki Järvilehto     | Scuderia Italia-Ferrari       | 1'19"111 | +2"765   |
| 8                       | 33 | Maurício Gugelmin    | Jordan-Yamaha                 | 1'19"355 | +3"009   |
| 9                       | 22 | Pierluigi Martini    | Scuderia Italia-Ferrari       | 1'19"378 | +3"032   |
| 10                      | 27 | Jean Alesi           | Ferrari                       | 1'19"417 | +3"071   |
| 11                      | 4  | Andrea De Cesaris    | Tyrrell-Ilmor                 | 1'19"423 | +3"077   |
| 12                      | 12 | Johnny Herbert       | Lotus-Ford                    | 1'19"509 | +3"163   |
| 13                      | 29 | Bertrand Gachot      | Venturi Larrousse-Lamborghini | 1'19"743 | +3"397   |
| 14                      | 15 | Gabriele Tarquini    | Fondmetal-Ford                | 1'19"769 | +3"423   |
| 15                      | 32 | Stefano Modena       | Jordan-Yamaha                 | 1'19"957 | +3"611   |
| 16                      | 3  | Olivier Grouillard   | Tyrrell-Ilmor                 | 1'19"961 | +3"615   |
| 17                      | 23 | Christian Fittipaldi | Minardi-Lamborghini           | 1'20"042 | +3"696   |
| 18                      | 11 | Mika Häkkinen        | Lotus-Ford                    | 1'20"145 | +3"799   |
| 19                      | 16 | Karl Wendlinger      | March-Ilmor                   | 1'20"200 | +3"854   |
| 20                      | 28 | Ivan Capelli         | Ferrari                       | 1'20"223 | +3"877   |
| 21                      | 24 | Gianni Morbidelli    | Minardi-Lamborghini           | 1'20"227 | +3"881   |
| 22                      | 25 | Thierry Boutsen      | Ligier-Renault                | 1'20"395 | +4"049   |
| 23                      | 14 | Andrea Chiesa        | Fondmetal-Ford                | 1'20"845 | +4"499   |
| 24                      | 30 | Ukyo Katayama        | Venturi Larrousse-Lamborghini | 1'20"935 | +4"589   |
| 25                      | 9  | Michele Alboreto     | Footwork-Mugen-Honda          | 1'21"064 | +4"718   |
| 26                      | 26 | Érik Comas           | Ligier-Renault                | 1'21"122 | +4"776   |
| Vetture non qualificate |    |                      |                               |          |          |
| NQ                      | 10 | Aguri Suzuki         | Footwork-Mugen-Honda          | 1'21"187 | +4"841   |
| NQ                      | 17 | Paul Belmondo        | March-Ilmor                   | 1'21"504 | +5"158   |
| NQ                      | 7  | Eric van de Poele    | Brabham-Judd                  | 1'22"197 | +5"851   |
| NQ                      | 8  | Giovanna Amati       | Brabham-Judd                  | 1'25"052 | +8"706   |

## Gara
Al via Mansell mantiene la testa della corsa davanti a Patrese e Senna, mentre nelle retrovie Capelli viene speronato da Wendlinger ed è costretto al ritiro. Senna si ritira però già al 12º giro per problemi alla trasmissione. Anche Alesi dovrà ritirarsi per guasto al motore. I due piloti della Williams fanno il vuoto, con Schumacher che si deve accontentare della terza posizione; alle spalle del tedesco Brundle e Berger lottano per il quarto posto, fino a quando l'inglese è costretto al ritiro con il motore rotto. Mansell rimane in testa per tutta la gara, tagliando il traguardo davanti a Patrese, Schumacher, Berger, De Cesaris e Häkkinen.

### Classifica
| Pos      | Nº | Pilota               | Costruttore/Motore            | Giri | Tempo/Ritiro                | Griglia | Punti |
| -------- | -- | -------------------- | ----------------------------- | ---- | --------------------------- | ------- | ----- |
| 1        | 5  | Nigel Mansell        | Williams-Renault              | 69   | 1h 31'53"587                | 1       | 10    |
| 2        | 6  | Riccardo Patrese     | Williams-Renault              | 69   | +12"971                     | 2       | 6     |
| 3        | 19 | Michael Schumacher   | Benetton-Ford                 | 69   | +21"429                     | 3       | 4     |
| 4        | 2  | Gerhard Berger       | McLaren-Honda                 | 69   | +33"347                     | 5       | 3     |
| 5        | 4  | Andrea De Cesaris    | Tyrrell-Ilmor                 | 68   | +1 giro                     | 11      | 2     |
| 6        | 11 | Mika Häkkinen        | Lotus-Ford                    | 68   | +1 giro                     | 18      | 1     |
| 7        | 12 | Johnny Herbert       | Lotus-Ford                    | 68   | +1 giro                     | 12      |       |
| 8        | 21 | JJ Lehto             | Scuderia Italia-Ferrari       | 68   | +1 giro                     | 7       |       |
| 9        | 26 | Érik Comas           | Ligier-Renault                | 67   | +2 giri                     | 26      |       |
| 10       | 25 | Thierry Boutsen      | Ligier-Renault                | 67   | +2 giri                     | 22      |       |
| 11       | 29 | Bertrand Gachot      | Venturi Larrousse-Lamborghini | 66   | +3 giri                     | 13      |       |
| 12       | 30 | Ukyo Katayama        | Venturi Larrousse-Lamborghini | 66   | +3 giri                     | 24      |       |
| 13       | 9  | Michele Alboreto     | Footwork-Mugen-Honda          | 65   | +4 giri                     | 25      |       |
| Ritirato | 20 | Martin Brundle       | Benetton-Ford                 | 47   | Motore                      | 4       |       |
| Ritirato | 15 | Gabriele Tarquini    | Fondmetal-Ford                | 45   | Frizione                    | 14      |       |
| Ritirato | 14 | Andrea Chiesa        | Fondmetal-Ford                | 37   | Testacoda                   | 23      |       |
| Ritirato | 22 | Pierluigi Martini    | Scuderia Italia-Ferrari       | 36   | Tenuta di strada            | 9       |       |
| Ritirato | 27 | Jean Alesi           | Ferrari                       | 31   | Motore                      | 10      |       |
| Ritirato | 24 | Gianni Morbidelli    | Minardi-Lamborghini           | 29   | Testacoda                   | 21      |       |
| Ritirato | 32 | Stefano Modena       | Jordan-Yamaha                 | 17   | Cambio                      | 15      |       |
| Ritirato | 3  | Olivier Grouillard   | Tyrrell-Ilmor                 | 12   | Motore                      | 16      |       |
| Ritirato | 1  | Ayrton Senna         | McLaren-Honda                 | 11   | Trasmissione                | 6       |       |
| Ritirato | 23 | Christian Fittipaldi | Minardi-Lamborghini           | 2    | Testacoda                   | 17      |       |
| Ritirato | 33 | Maurício Gugelmin    | Jordan-Yamaha                 | 0    | Motore                      | 8       |       |
| Ritirato | 16 | Karl Wendlinger      | March-Ilmor                   | 0    | Collisione con I.Capelli    | 19      |       |
| Ritirato | 28 | Ivan Capelli         | Ferrari                       | 0    | Collisione con K.Wendlinger | 20      |       |
| NQ       | 10 | Aguri Suzuki         | Footwork-Mugen-Honda          |      |                             |         |       |
| NQ       | 17 | Paul Belmondo        | March-Ilmor                   |      |                             |         |       |
| NQ       | 7  | Eric van de Poele    | Brabham-Judd                  |      |                             |         |       |
| NQ       | 8  | Giovanna Amati       | Brabham-Judd                  |      |                             |         |       |

## Classifiche Mondiali

### Piloti
| Pos. | Pilota             | Punti |
| ---- | ------------------ | ----- |
| 1    | Nigel Mansell      | 20    |
| 2    | Riccardo Patrese   | 12    |
| 3    | Michael Schumacher | 7     |
| 4    | Gerhard Berger     | 5     |
| 5    | Ayrton Senna       | 4     |
| 6    | Andrea De Cesaris  | 2     |
| 7    | Johnny Herbert     | 1     |
| 7    | Mika Häkkinen      | 1     |

### Costruttori
| Pos. | Team             | Punti |
| ---- | ---------------- | ----- |
| 1    | Williams-Renault | 32    |
| 2    | McLaren-Honda    | 9     |
| 3    | Benetton-Ford    | 7     |
| 4    | Tyrrell-Ilmor    | 2     |
| 4    | Lotus-Ford       | 2     |

## Fonti
- The Official Formula One Website, su formula1.com. URL consultato il 17 giugno 2009 (archiviato dall'url originale il 3 gennaio 2015).
- GpUpdate.com [collegamento interrotto], su f1.gpupdate.net. URL consultato il 17 giugno 2009.
- Grandprix.com. URL consultato il 17 giugno 2009.
- Teamdan.org, su silhouet.com. URL consultato il 17 giugno 2009.